# المسيحية في بولنيزيا الفرنسية

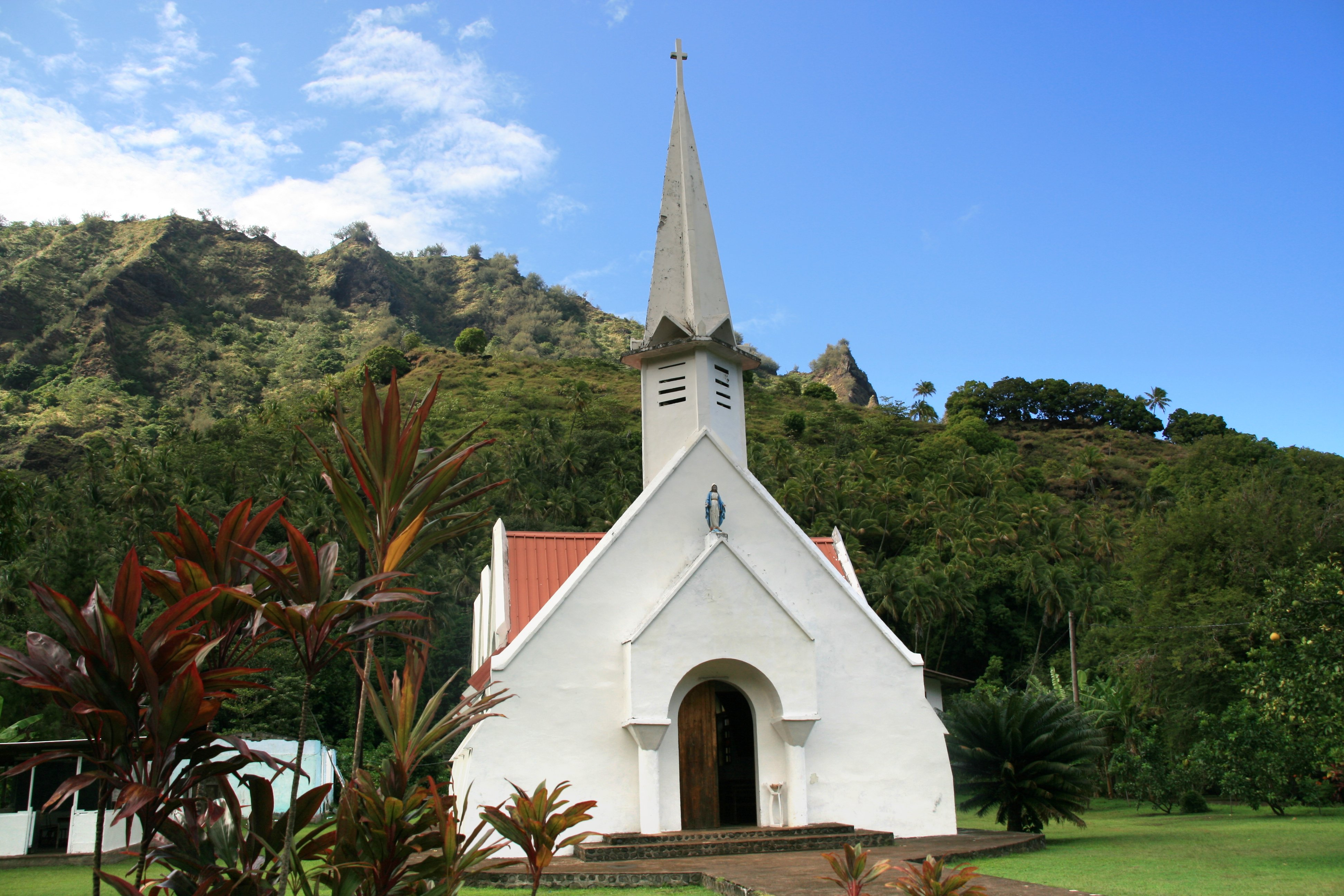
كنيسة كاثوليكية في فاتو هيفا.

تُشكل المسيحية في بولنيزيا الفرنسية أكثر الديانات إنتشاراً بين السكان، وفقاً لتقديرات مركز بيو للأبحاث عام 2010 حوالي 99% من السكان من المسيحيين. يعتنق أغلب سكان بولنيزيا الفرنسية المسيحية دينًا على المذهب البروتستانتي (54%) من ثم المذهب الكاثوليكي (30%). وتعد كنيسة ماوهي البروتستانتية ذات التقاليد الإصلاحيَّة، أكبر المذاهب البروتستانتية وتمثل أكثر من 50% من مجمل السكان. ويشكل أتباع الكنيسة الرومانية الكاثوليكية أقلية كبيرة والتي تضم حوالي 30% من السكان، ولديها مقاطعة كنسيَّة خاصة بها وتضم أبرشية متروبوليتان بابيتي. وينضوي لكنيسة يسوع المسيح لقديسي الأيام الأخيرة حوالي 25,841 عضوًا اعتبارًا من عام 2017. أما جماعة شهود يهوه فتضم حوالي 3,000 من الأتباع في تاهيتي اعتباراً من عام 2014.

## تاريخ

### خلفية تاريخية

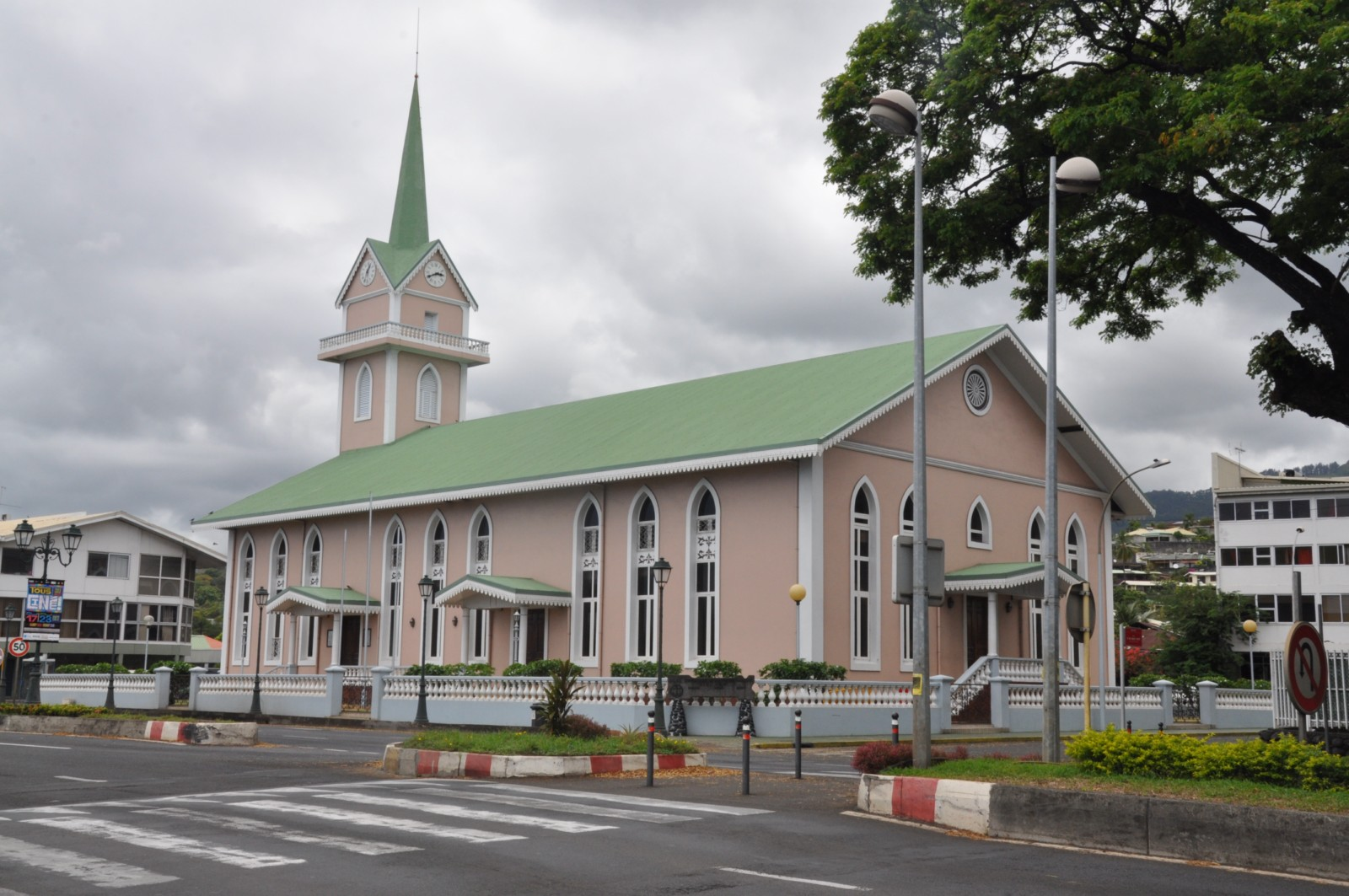
معبد دي باوفاي في بابيتي.

زار المستكشف الفرنسي لويس انطوان دي بوغانفيل تاهيتي في 1768، في حين أن المستكشف البريطاني جيمس كوك زارها عام 1769. ثم بدأ وصول البعثات المسيحية مع الكهنة الإسبان والذين بقوا في تاهيتي لمدة سنة من 1774؛ وتمركز البروتستانت من جمعية لندن التبشير بشكل دائم في بولينيزيا عام 1797. واضطر بوماري الثاني ملك تاهيتي في عام 1803 للفرار إلى موريا ثم اعتنق هو ورعيته البروتستانتية في عام 1812. وفي عام 1834 وصل التبشير الكاثوليكي الفرنسي إلى تاهيتي؛ وسبب طردهم في عام 1836 إرسال فرنسا زورق حربي عام 1838. وفي عام 1842، تم وضع تاهيتي وتاهواتا تحت الحماية الفرنسية، للسماح للمبشرين الكاثوليك العمل دون عائق.
وتم تأسيس العاصمة بابيت في عام 1843. وشاهد أول المستكشفين الأوروبيين الوشم البولينيزي في القرن الثامن عشر، وكان له مكانة أساسية في المجتمع البولينيزي. تدريجياً قام المسيحيين المبشرين بمنع هذه الممارسة.
تعد كنيسة ماوهي البروتستانتية ذات التقاليد الإصلاحيَّة، أكبر المذاهب البروتستانتية وتمثل أكثر من 50% من مجمل السكان. ويرجع أصل الكنيسة إلى بومار الثاني ملك تاهيتي، والذي تحول من المعتقدات التقليدية الإحيائية إلى المسيحية على التقاليد الإصلاحيَّة التي جلبتها جمعية لندن التبشيريَّة إلى الجزر. حيث وصل المبشرون الأوائل عام 1897. وبعد عام 1815 كان معظم السكان في البلاد من المسيحيين، وبالتالي تشكلت هذه الكنيسة البروتستانتية الوطنية والتي انتشرت من تاهيتي إلى أرخبيل الأربعة. وبعد التطورات في عام 1863 سلمت جمعية لندن التبشيرية سيطرتها على الكنيسة لجمعية التبشير الإنجيلية في باريس. وفي عام 1962 أصبحت الكنيسة مستقلة، وهي الكنيسة الرائدة والمسيطر عليها في بولينيزيا الفرنسية. ولدى الكنيسة حوالي 130,000 عضو وحوالي ستة وتسعين تجمع وحوالي 81 تجمع منزلي. ويشكل أتباع الكنيسة الرومانية الكاثوليكية أقلية كبيرة والتي تضم حوالي 30% من السكان، ولديها مقاطعة كنسيَّة خاصة بها وتضم أبرشية متروبوليتان بابيتي.